# Naoki Ishihara
Naoki Ishihara (japanisch 石原 直樹 Ishihara Naoki; * 14. August 1984 in der Präfektur Gunma) ist ein japanischer Fußballspieler.

## Karriere
Ishihara erlernte das Fußballspielen in der Schulmannschaft der Takasaki City University of Economics High School. Seinen ersten Vertrag unterschrieb er 2003 bei Shonan Bellmare. Der Verein spielte in der zweithöchsten Liga des Landes, der J2 League. Für den Verein absolvierte er 143 Ligaspiele. 2009 wechselte er zum Erstligisten Ōmiya Ardija. Für den Verein absolvierte er 90 Erstligaspiele. 2012 wechselte er zum Ligakonkurrenten Sanfrecce Hiroshima. Mit dem Verein wurde er 2012 und 2013 japanischer Meister. Für Sanfrecce absolvierte er 94 Erstligaspiele. 2015 wechselte er zum Ligakonkurrenten Urawa Red Diamonds. 2016 gewann er mit dem Verein den J.League Cup. Für den Verein absolvierte er zehn Erstligaspiele. 2017 wechselte er zum Ligakonkurrenten Vegalta Sendai. Für den Verein absolvierte er 85 Erstligaspiele. 2020 wechselte er zum Ligakonkurrenten Shonan Bellmare.

## Erfolge
Sanfrecce Hiroshima
- J1 League: 2012, 2013
- Supercup: 2014

Urawa Reds
- J. League Cup: 2016